# Sova klínočelá
Sova klínočelá (Phodilus badius) je druh sovy z čeledi sovovití a rodu Phodilus, která se vyskytuje v jihovýchodní Asii a Indii. 

## Systematika
Sovu klínočelou formálně popsal v roce 1821 americký přírodovědec Thomas Horsfield. Druhové jméno badius pochází z latiny, ve které znamená „kaštanový“ či „hnědý“. Rozeznávají se hned čtyři poddruhy s tímto rozšířením:
- P. b. saturatus Robinson, 1927 – od severovýchodní Indie po jižní Čínu na jih po severní Thajsko;
- P. b. badius (Horsfield, 1821) – jižní Thajsko, Malajský poloostrov, Velké Sundy;
- P. b. parvus Chasen, 1937 – ostrov Belitung (východně od Sumatry);
- P. b. arixuthus Oberholser, 1932 –  Bunguranské ostrovy (severovýchodně od Bornea).

Původně se za poddruh sovy klínočelé považoval i taxon z jižní Indie a Šrí Lanky, avšak moderní taxonomie jej vyčleňuje do samostatného druhu s vědeckým názvem Phodilus assimilis.

## Výskyt
Stanoviště sovy klínočelé tvoří husté stálezelené pralesní i sekundární lesy v nížinaté, kopcovité, podhorské i horské krajině. Typicky se vyskytuje do 1700 m n. m., avšak může vystoupat až do 2300 m nn. m. Vyhledává hlavně stanoviště v blízkosti vodního zdroje, poblíž kterého často loví.

## Popis

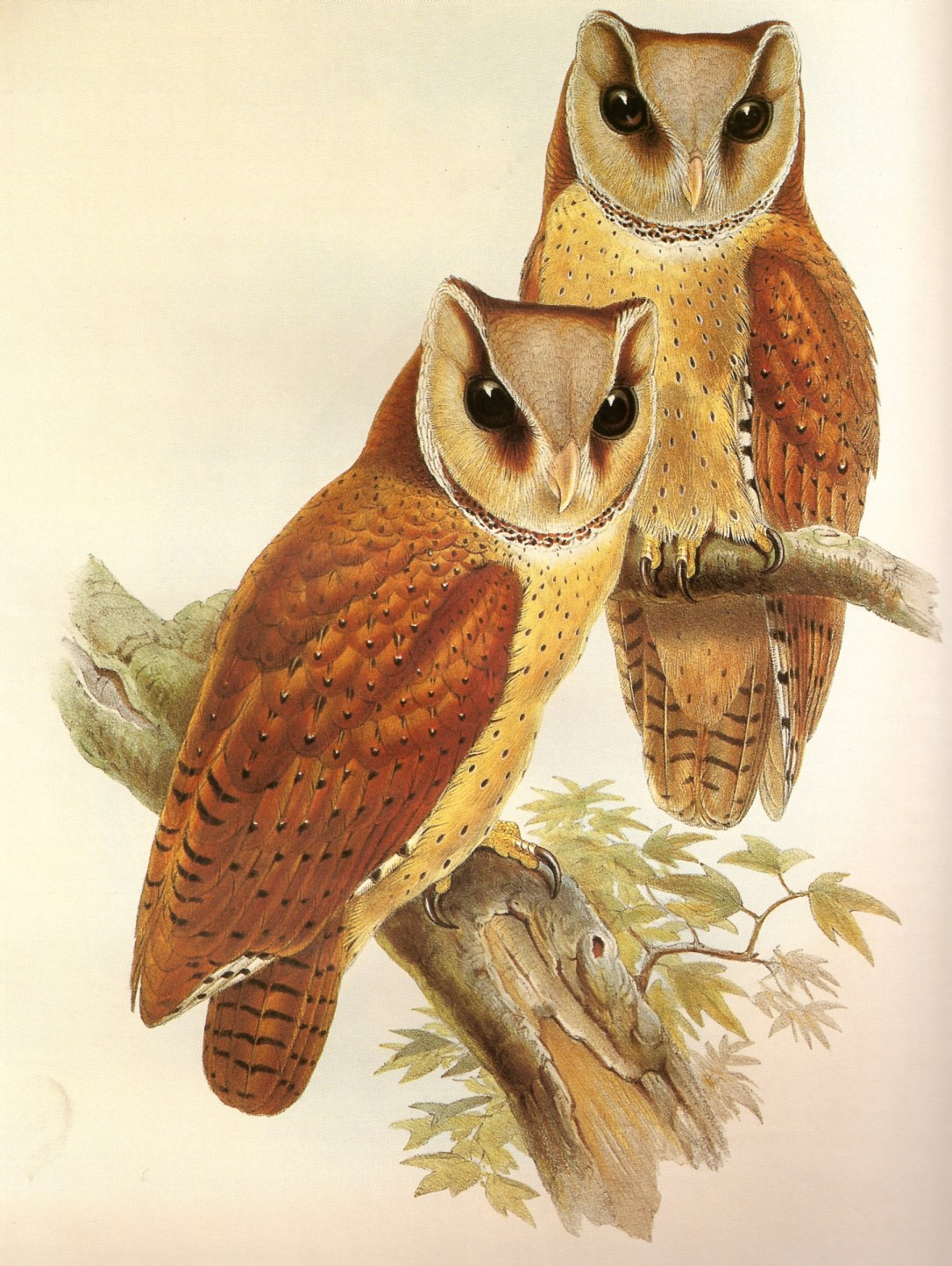
Ilustrace sovy klínočelé (John Gould, někdy mezi 1867–1872)

Sova klínočelá dorůstá do délky kolem 23–29 cm, což z ní dělá jednu z menších druhů sov. Má krátká zakulacená křídla, tmavě hnědé velké oči a bílá oční víčka. Kratší zobák je krémově žlutý či narůžověle rohovinový. Silné nohy se barevně pohybují v různých odstínech žlutohnědé. Běháky jsou opeřené až k prstům. Opeření samice i samice je stejné. Dominantu hlavy tvoří tmavé oči, kolem kterých se vine obličejový závoj, který nad očima vystupuje dokonce nad korunku, což trochu vypadá, jako by sova měla nízká ouška. Na vnitřní straně očí se táhnou hnědé linky, které připomínají vertikální obočí. Svrchní strana těla je sytě kaštanová s občasnými nevelkými žlutými a černými skvrnami. Žlutohnědě bílá spodina je řídce osázená černými skvrnkami.

## Biologie
Jedná se o čistě nočního živočicha. K vokálnímu projevu sovy patří hlasité melancholické hvízdání. Série 4–7 takových hvizdů trvá 2–8 vteřin. Do jídelníčku sovy patří hlodavci (myši, krysy), ptáci, letouni, plazi, žáby a hmyz.

### Hnízdění
V Nepálu a severní Indii zahnizďuje od března do května, na Jávě zase od března do července. Hnízdí v přirozených stromových dutinách, může zahnízdit i v ptačí budce.V Nepálu byla zaznamenána velikost snůšky 3–5 čistě bílých vajec, na Jávě jen 2 vejce. Vejce mají rozměr kolem 39×31 mm. Samice snáší ve dvoudenních intervalech a s inkubací začíná od prvního vejce, díky čemuž dochází k asynchronnímu klubání ptáčat. Na vejcích sedí pouze samice, zatímco samec ji při inkubování shání potravu.

## Ohrožení
Mezinárodní svaz ochrany přírody (IUCN) považuje sovu klínočelou za málo dotčený druh se stabilní populací.